# Бурес
Бурес (фр. Bouresse) насеље је и општина у западној Француској у региону Поату-Шарант, у департману Вијена која припада префектури Монморијон.
По подацима из 2011. године у општини је живело 560 становника, а густина насељености је износила 15,29 становника/km². Општина се простире на површини од 36,62 km². Налази се на средњој надморској висини од 122 метара (максималној 160 m, а минималној 112 m).

## Демографија
| 1962. | 1968. | 1975. | 1982. | 1990. | 1999. | 2011. |
| ----- | ----- | ----- | ----- | ----- | ----- | ----- |
| 870   | 954   | 793   | 714   | 651   | 628   | 560   |

График промене броја становника у току последњих година